# 좋아서 하는 밴드
좋아서 하는 밴드는 대한민국의 2인조 길거리 음악 밴드이다.

## 밴드의 역사
처음에는 밴드 이름도 없이 활동을 했으나 길거리 공연 도중 어느 관객이 이름을 지어주었다고 한다.
- 2009 그랜드 민트 페스티벌에 출연하여 최고의 루키로 선정되었다.
- EBS 스페이스 공감 헬로 루키에 2009년 10월의 헬로루키에 6번째 도전만에 선정되기 하였으며, 11월 14일 열린 '한국대중음악축제 - 올해의 헬로루키'에서 인기상을 수상하였다.
- 2010 3월부터 사무실 구석 콘서트를 시작한다. 홈페이지에서 신청한 회사들 중 매달 두 곳을 선택해 직접 사무실로 찾아가 공연을 열어주고 있다.
- 2010 그랜드 민트 페스티벌에서 "Busking in the Park"의 감독을 맡아 좋아서 하는 밴드와 택시타라임즈의 프로젝트 그룹인 반반 프로젝트를 포함 10팀 선정하여 무대에 올렸다.

## 구성원
- 안복진(아코디언)

```
- 추계예술대학교  졸업
- 2007년 문화프로젝트 "꽃피다" 음악감독
- 2007~2009년 이장혁 앨범 "vol 2" 녹음 & 공연 세션 
- 2007~2008년 인디뮤직페스타 참여
- 2008~2009 Blues band "King biscuit"
- 브라질리언 음악밴드 "vela vida"
- 2011 극단 판소리만들기"자" 판소리 인규베이팅 프로젝트 "앙드레삼월이 "음악참여
- 2013 영화 "앵두야 연애하자" 음악참여
- 2013 영화 "잉투기" 음악감독
- 2013~ MBC 똑똑 키즈스쿨 , 뽀뽀뽀 음악감독
```

-2020  BTS MAP OF THE SOUL : 7  _ 8번트랙 " filter " 작사 참여
- 손현(기타)

```
- 2002년 밴드 "스페이스집시" 베이스
          중앙대학교 Midi동아리 MUSE 11기 
- 2004년 39사단 군악대
- 2006년 밴드"붉은 나비 합창단" 베이스
- 2008년 서울재즈아카데이 베이스과 24기
- 2009년, "가이아" 베이스 
- 현 "좋아서하는밴드" 기타, "캐비넷 싱얼롱즈" 콘트라베이스 세션
```

### 탈퇴한 구성원
- 백가영(베이스 기타)

```
- 솔로 앨범 준비를 위해 탈퇴한 황수정의 다음 타자로 들어온 멤버이다.
- 2010년 5월 1일 Beautiful mint life 2010 공연부터 정식 멤버가 되었다.
- 2007  서울대학교 빅밴드 공연 세션
- 2008  신효범, 유열 라이브 세션
- 2009  서울시 디자인올림픽 공연
         뮤지컬 '신상남 쇼' 세션
         뮤지컬 '굿모닝학교' 세션
         뮤지컬 '지하철1호선' 세션
- 2010  뮤지컬 '고추장떡볶이' 세션
         실기교사음악 교원자격증 수여
         동아방송대 영상음악과 졸업
```

- 황수정(베이스 기타)

```
- 2006년 서울예술대학교 실용음악과졸업
- 2004년 명지대학 실용음악과 졸업
- 2005년 박선주 쇼케이스 & 라디오 세션
- 2005년~2006년 리마주 타악기 앙상블 예술의 전당&영산아트홀 세션
- 2006년 Ray Kang 클럽 & 행사 세션
- 2007년 Beige방송 & 콘서트세션
- 2008년 스윗스로우 윤도현의 러브레터 세션
- 2008년 창작뮤지컬 On-Air 연주세션
          밴드 "Pie" "Ruvin"으로 2005년 ~ 2007년까지 홍대 &강남의 다수 클럽에서 활동
- 2011년 밴드 "루루루" 결성
- 2012년 밴드 "루루루"로 탑밴드 시즌 2 3차전까지 방송됨
- 2013년까지 밴드 "루루루"로 활동
```

- 조준호(퍼커션, 우쿨렐레)

```
- 2002년 중앙대학교 Midi동아리 MUSE 11기 
- 2006년 밴드 "어쿠스틱 브라더스" 결성
- 2007년 MBC 대학가요제 금상수상 '미안 개미야'
- 2008년 "좋아서하는밴드" 결성
          재즈아카데미 작편곡과 24기
          [두 번째 달] 멤버들의 프로젝트 그룹 "BARD", "Alice in neverland" 공연 퍼커션 세션
- 2009년 오스트리아 거리예술축제 Linz <Pflasterspektakel Festival> 초청공연
- 2010년 하림 아프리카 공연 퍼커션 세션
- 2019년 탈퇴
```

## 디스코그래피

### 1st EP: 신문배달 (2009)
1. 신문배달
2. 달콤한 것들은 모두 녹아내려
3. 딸꾹질
4. 옥탑방에서

### 2nd EP: 취해나 보겠어요 (2010)
1. 1인용 외출
2. 두 잔의 커피가 미치는 영향
3. 취해나 보겠어요
4. Free Tibet
5. 여행의 시작

### 반반프로젝트: 좋아서하는밴드&택시타라임즈 (2010)
1. 5분 전에
2. 아이스커피
3. 왜 안와skit
4. 사귀어주세요
5. 외로움에 대한 노래
6. 못된 만남
7. 아니 벌써
8. 다 잊자
9. 숨바꼭질
10. 끝이 아니야

### 3rd EP: 인생은 알 수가 없어 (2011)
1. 인생은 알 수가 없어(핫초코)
2. 좋아요
3. 젬베의 노래
4. 당신만의 BGM
5. 미안, 개미야

### 싱글앨범: 북극곰아 (2012)
1. 북극곰아 - eARTh 캠페인송

### 싱글앨범: 포클레인 (2012)
1. 포클레인

### 정규 1집: 우리가 계절 이라면 (2013)
1. 길을 잃기 위해서
2. 뽀뽀
3. 너 때문이야
4. 잘 지내니 좀 어떠니
5. 감정의 이름
6. 달을 녹이네
7. 10분이 늦어 이별하는 세상
8. 퍼즐조각
9. 샤워를 하지요
10. 보일러야 돌아라
11. 0.4
12. 네가 오던 밤
13. Lilly

### 4th EP: 내가 첫 번째였음 좋겠어 (2014)
1. 내가 첫 번째였음 좋겠어
2. 얼굴 빨개지는 아이
3. 굿바이, 스타
4. 너에게 흔들리고 있어
5. 천체사진

### 정규 2집: 저기 우리가 있을까 (2015)
1. 웃어줘
2. 왜 그렇게 예뻐요
3. 나의 주인공
4. 우리 함께 하면
5. 사랑의 베테랑
6. 친구 사이
7. 명왕성 (Vocal 안복진)
8. 우린 서로를 모른 채
9. 지도에 없는 곳
10. 명왕성 (Vocal 손현)
11. 이런게 사랑일까

### 싱글앨범: 봄을 닮은 너는 (2016)
1. 봄을 닮은 너는
2. 명왕성 (Vocal 조준호)

### 젤리데이트 – 콩깍지 에피소드: 좋아서하는밴드 & 디피(DP)
1. 핑크빔/ 좋아서 하는 밴드
2. 너 정말 예뻐/ 디피(DP)

### 싱글앨범: 자랑 (2016)
1. 자랑
2. 자랑 (Inst.)

### 싱글 0집: 취해나 보겠어요 (2017)
1. 취해나 보겠어요 (Story Ver.)
2. 당신만의 BGM (No Narration)

### 싱글 0집: 신문배달 (2017)
1. 신문배달 (No Narration)

### 싱글 0집: 좋아요 (2017)
1. 좋아요 (No Narration)
2. 딸꾹질 (No Narration)

### 싱글 0집: 1초 만에 만나는 방법 (2017)
1. 1초 만에 만나는 방법 (Story Ver.)

### 싱글 0집: 달콤한 것들은 모두 녹아내려 (2017)
1. 달콤한 것들은 모두 녹아내려 (No Narration)

### 싱글 0집: 여행의 시작 (2017)
1. 여행의 시작 (Story Ver.)

### 싱글 0집: 유통기한 (2017)
1. 유통기한 (Story Ver.)

### 싱글 0집: 그것도 거짓말 (2017)
1. 그것도 거짓말 (Story Ver.)
2. 곁에 있었잖아요 (Story Ver.)

### 정규 0집: 우리가 되기까지 (2017)
1. 신문배달 (No Narration, Story ver.)
2. 달콤한 것들은 모두 녹아내려 (No Narration, Story ver.)
3. 취해나 보겠어요 (No Narration, Story ver.)
4. 당신만의 BGM (No Narration, Story ver.)
5. 좋아요 (No Narration, Story ver.)
6. 딸꾹질 (No Narration, Story ver.)
7. 1초 만에 만나는 방법 (No Narration, Story ver.)
8. 곁에 있었잖아요 (No Narration, Story ver.)
9. 두 잔의 커피가 미치는 영향 (No Narration, Story ver.)
10. 옥탑방에서 (No Narration, Story ver.)
11. 그것도 거짓말 (No Narration, Story ver.)
12. 유통기한 (No Narration, Story ver.)
13. 여행의 시작 (No Narration, Story ver.)

### 싱글앨범: 여름의 끝, 가을편지 (2018)
1. 여름의 끝, 가을편지
2. 여름의 끝, 가을편지 (Inst.)

### 싱글앨범: 내 사랑 (2018)
1. 내 사랑
2. 내 사랑 (Inst.)

### 싱글앨범: 달이 떴다고 전화를 주시다니요 (2018)
1. 달이 떴다고 전화를 주시다니요
2. 달이 떴다고 전화를 주시다니요 (Inst.)

### 싱글앨범: 들숲날숨 Vol.9 도도 (2019)
1. 도도

### 싱글앨범: 까맣게 (2020)
1. 까맣게
2. 까맣게(Inst.)

## 같이 보기
- 좋아서 만든 영화